# Port lotniczy Panzhihua
Port lotniczy Panzhihua (IATA: PZI, ICAO: ZUZH) – port lotniczy położony w Panzhihua, w prowincji Syczuan, w Chińskiej Republice Ludowej.

## Linie lotnicze i połączenia
| Linia Lotnicza          | Kierunek             |
| ----------------------- | -------------------- |
| Air China               | 1. Chengdu-Shuangliu |
| China Southern Airlines | 1. Guangzhou         |
| Sichuan Airlines        | 1. Xi’an             |